# توماس بوكانان (سياسي)
توماس بوكانان (بالإنجليزية: Thomas Buchanan)‏ هو سياسي ليبيري وأمريكي، ولد في 19 نوفمبر 1808، وتوفي في 3 سبتمبر 1841 في مونروفيا في ليبيريا. انتخب رئيس ليبيريا.